# The Doors
The Doors foi uma banda de rock estadunidense, fundada em 1965, em Los Angeles, Califórnia. O grupo era composto por Jim Morrison (voz), Ray Manzarek (teclados), Robby Krieger (guitarra) e John Densmore (bateria). A banda recebeu esse nome por sugestão de Morrison do título do livro de Aldous Huxley, The Doors of Perception.
Esteve entre as mais controversas e influentes bandas de rock da década de 1960, principalmente por causa das letras de Jim Morrison e atuações de palco carismáticas e imprevisíveis. Após a morte de Morrison em 1971, os membros remanescentes continuaram como um trio até se separarem em 1973.
Canções como "Break on Through (To the Other Side)", "Light My Fire", "People Are Strange" ou "Riders on the Storm", aliadas à personalidade e escândalos grandiosos protagonizados por Jim Morrison, contribuíram de sobremaneira para o aumento da fama do grupo.
Após a dissolução da banda no início da década de 1970 o interesse nas músicas dos Doors se manteve elevado, ultrapassando mesmo, por vezes, o que o grupo teve enquanto esteve ativo. Em todo o mundo, os seus discos já venderam mais de 100 milhões de cópias e de seus DVDs 5 milhões, e continuam a vender cerca de 2,5 milhões anualmente.

## História

### Origens (1965 - 1966)
As origens dos The Doors surgem de um encontro ao acaso entre dois estudantes da escola cinematográfica da UCLA, Jim Morrison e Ray Manzarek, em Venice Beach, na Califórnia em Julho de 1965. Morrison disse, então, a Manzarek, que andava a escrever canções e, a pedido de Manzarek, cantou "Moonlight Drive". Impressionado pelas letras de Morrison, Manzarek sugeriu que formassem uma banda.
O tecladista Ray Manzarek estava numa banda chamada Rick And The Ravens com o seu irmão Rick Manzarek, enquanto Robby Krieger e John Densmore tocavam com os The Psychedelic Rangers e conheciam Manzarek das aulas de ioga e meditação. Em agosto, Densmore juntou-se ao grupo e, juntamente com os membros dos Ravens e o baixista Patty Sullivan, gravaram uma demo de seis canções em setembro de 1965. A demo foi bastante pirateada e acabou por surgir completa mais tarde, em 1997, em coletânea dos Doors.
Nesse mesmo mês, o grupo recrutou o guitarrista Robby Krieger e o alinhamento final estava formado — Morrison, Manzarek, Krieger e Densmore. A banda retirou o seu nome do título de um livro de Aldous Huxley, "The Doors of Perception", que, por seu turno, havia sido "emprestado" do verso de um poema do artista e poeta do século XIX, William Blake: "If the doors of perception were cleansed, every thing would appear to man as it is: infinite" (em pt: "Se as portas da percepção fossem abertas, tudo apareceria como realmente é: infinito").
Os Doors não tinham uma formação comum à maioria dos grupos de rock porque não possuíam qualquer baixo quando atuavam ao vivo. Deste modo, Manzarek tocava as seções de baixo com a sua mão esquerda no recentemente inventado Fender Rhodes bass keyboard, uma variação do conhecido piano eléctrico Fender Rhodes, enquanto tocava as partes de teclado com a sua mão direita. Já nos álbuns de estúdio, os Doors usaram diversos baixistas, tais como Jerry Scheff, Doug Lubahn, Harvey Brooks, Kerry Magness, Lonnie Mack, Larry Knechtel, Leroy Vinegar e Ray Neapolitan.
Muitas das canções originais dos Doors eram compostas pelo grupo, com Morrison ou Krieger a contribuírem com a letra e melodia inicial, e os restantes com as sugestões rítmicas e harmônicas ou até seções inteiras (por exemplo, a introdução de Manzarek em "Light My Fire").
Em 1966, o grupo tocava no clube The London Fog, tendo, pouco tempo depois, passado para o Whisky a Go Go. A 10 de agosto, foram vistos pelo presidente da Elektra Records, Jac Holzman, que se encontrava presente sob recomendação de Arthur Lee, vocalista do Love, que estava ligado à Elektra. Após Holzman e o produtor Paul A. Rothchild verem duas performances da banda no Whisky a Go Go, os Doors assinaram contrato com a Elektra Records a 18 de agosto, tendo iniciado aí a longa e bem-sucedida parceria com Rothchild e o engenheiro de som Bruce Botnick.
A hora foi fortuita, pois, a 21 de agosto, o clube despediu a banda após tocarem a canção "The End". Num incidente que serviu de presságio para a polémica que seguiria o grupo, um Morrison sob o efeito de drogas recitou a sua própria interpretação do drama grego "Oedipus Rex", no qual o protagonista Oedipus mata o seu pai e faz sexo com a sua mãe. A versão de Morrison consistia em "Father? Yes son? I want to kill you. Mother? I want to fuck you" (em pt: "Pai? Sim, filho? Eu quero matar-te. Mãe? Eu quero foder-te").

### The Doors(1967)
The Doors, o álbum de estreia da banda, foi gravado em agosto de 1966 e lançado na primeira semana de janeiro de 1967. Incluía a maioria das principais canções das suas atuações, incluindo o drama musical de 11 minutos "The End". A banda gravou o disco em poucos dias entre finais de agosto e início de setembro, com várias canções a serem capturadas num único take.
Morrison e Manzarek dirigiram um filme promocional para o primeiro single, "Break On Through", o que constituiu um importante avanço para o desenvolvimento dos vídeos musicais.
O segundo single, "Light My Fire", tornou-se um grande sucesso no verão de 1967, e colocou o grupo, juntamente com Jefferson Airplane e The Grateful Dead, como uma das principais bandas da contracultura da América. Para a rádio AM, os solos de órgão e piano foram retirados da canção.
Em maio do mesmo ano, os Doors fizeram a sua estreia televisiva ao gravarem uma versão de "The End" para a CBC nos estúdios de Yorkville, em Toronto. Permaneceu inacessível desde a sua transmissão original até ao lançamento do DVD The Doors Soundstage Performances em 2002.
Os Doors ganharam reputação de artistas com performances ao vivo polémicas. Com a sua presença em palco e as calças de ganga justas, Morrison tornou-se um sex symbol, embora depressa se tenha cansado desta condição de estrela. Uma das mais míticas polêmicas ocorreu quando os censores da rede de tevê Columbia Broadcasting System (CBS) exigiram que Morrison mudasse a letra de "Light My Fire" através da alteração do verso "Girl, we couldn't get much higher", antes de a banda tocá-la ao vivo a 17 de setembro de 1967, no Ed Sullivan Show. O verso foi trocado para "Girl, we couldn't get much better". Contudo, Morrison cantou o verso original, e, pelo facto de ter sido transmitido em direto sem atraso, a CBS não pôde fazer nada para o travar. Furioso, Ed Sullivan recusou-se a cumprimentar os membros da banda, e nunca mais voltaram a ser convidados para atuar no programa. De acordo com Manzarek, a banda foi informada que nunca mais tocaria no Ed Sullivan Show novamente. Sobre o assunto, Morrison disse, "E daí? Nós já tocamos no Ed Sullivan Show". Na época, uma aparição nesse programa era considerada um grande impulso para o sucesso. Manzarek afirma que a banda concordou com o produtor de antemão, mas não tinha qualquer intenção em mudar o verso. Nesta altura, também tocaram um novo single, "People Are Strange", para o "DJ Murray The K's TV show" a 22 de setembro.
Morrison cimentou o seu estatuto de rebelde a 10 de dezembro quando foi preso em New Haven, Connecticut, por insultar a polícia perante a audiência. Morrison afirmou que havia sido atacado com spray por um agente após ter sido apanhado nos bastidores com uma rapariga.
A 24 de dezembro, os Doors gravaram "Light My Fire" e "Moonlight Drive" ao vivo para o "Jonathan Winters". Entre 26 e 28 de dezembro, o grupo atuou no "Winterland Ballroom" em San Francisco. Num excerto retirado do livro de Stephen Davis sobre Jim Morrison, pode-se ler:
| “ | Na noite seguinte em Winterland, uma TV foi colocada em palco durante a actuação dos Doors para que estes pudessem ver a sua própria performance no Jonathan Winters Show. Eles pararam de tocar a "Back Door Man" quando a sua canção começou a dar. O público assistiu aos Doors a verem-se na TV. Continuaram o concerto quando a sua parte no programa tinha acabado, tendo Ray desligado a TV. A noite seguinte seria a última de sempre em Winterland. | ” |

Após isto, atuaram em Denver a 30 e 31 de dezembro, e terminaram quase um ano de constante digressão.

### Strange Days(1967)
Em Outubro de 1967, foi lançado o segundo trabalho dos Doors, intitulado Strange Days e considerado menos espontâneo que seu antecessor, ainda que tenha também ficado creditado pela sua atmosfera e letras. A faixa final, "When the Music's Over", era, tal como "The End", longa e dramática, e contribuiu para aumentar a reputação de Morrison como figura do rock. O álbum incluiu canções clássicas dos Doors como "People Are Strange" e "Love Me Two Times".
Como resultado do seu sucesso, os Doors deixaram o seu estatuto de heróis do underground. Permitiram que a revista Sixteen os usasse como ídolos de adolescentes e as suas "espontâneas" performances em palco deixaram de ser tão espontâneas. Um artigo de Jerry Hopkins da edição de 10 de fevereiro de 1968 da Rolling Stone tipificou o fim do estado de graça:
| “ | Uma rotina, ou parte do negócio, não realizada no Shrine foi a cuidadosamente executada queda 'acidental' de Morrison do palco para o público. Durante meses, fez parte dos espetáculos e gerava muitos gritos por parte das adolescentes. No entanto, surgiu uma análise num jornal no qual a queda era considerada um dos atos mais falsos de sempre. Morrison, em resposta a uma pergunta sobre se ele tinha lido o artigo, disse 'Sim, e penso que está correto.' Morrison não fez a queda nessa noite em Shrine. | ” |

### Waiting for the Sune o incidente de Miami (1968-1969)

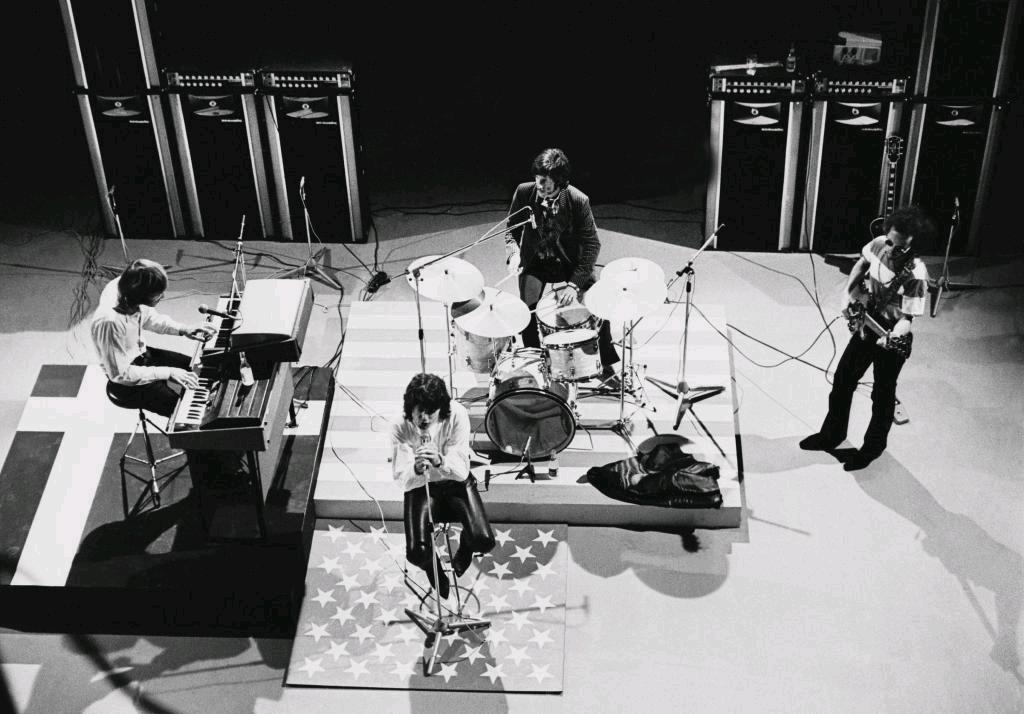
The Doors realizando performance para a televisão dinamarquesa em 1968

Em abril, a gravação do terceiro álbum ficou marcada pela tensão resultante da crescente dependência de Morrison pelo álcool. Em aproximação do seu pico de popularidade, os Doors realizaram uma série de espetáculos ao ar livre que levaram a várias situações descontroladas entre fãs e polícia, particularmente no "Chicago Coliseum" a 10 de maio.
A banda começou a sair do seu som original no terceiro LP, Waiting for the Sun, principalmente pelo facto de terem esgotado o seu reportório original e começado a escrever novo material. Tornou-se o seu primeiro e único LP a chegar ao primeiro lugar da Billboard 200 e o single "Hello, I Love You" foi o seu segundo e último a atingir o primeiro lugar no Billboard Hot 100. Este novo álbum reforçou o afastamento dos Doors do panorama underground. Em 1969, na Rock Encyclopedia, Lilian Roxon escreveu que o álbum "fortaleceu as suspeitas de que os The Doors apenas estavam lá pelo dinheiro". O LP incluiu "The Unknown Soldier", que foi banida das rádios pela sua controversa letra. Nesta fase, o grupo realizou outro vídeo musical. "Not to Touch the Earth" foi retirada da peça conceitual de 30 minutos "Celebration of the Lizard", embora não tenham conseguido gravar uma versão satisfatória da peça completa para o LP. Foi eventualmente lançada numa compilação de maiores êxitos, em CD.
Houve uma controvérsia nesta altura por causa do lançamento do single "Hello, I Love You", com a imprensa musical a apontar parecenças musicais da canção com o sucesso de 1965 dos The Kinks, "All Day and All of the Night". Os membros desse grupo concordaram com os críticos e, de forma sarcástica, o guitarrista Dave Davies costumava tocar partes de "Hello, I Love You" durante os solos em performance ao vivo de "All Day and All of the Night". Nos concertos, Morrison, por vezes, não cantava a canção, deixando para Manzarek essa tarefa.
Um mês após as tumultuosas cenas de "Singer Bowl" em Nova Iorque,o grupo viajou para o Reino Unido para as suas primeiras atuações fora da América do Norte. Realizaram uma conferência de imprensa no Instituto de Artes Contemporâneas em Londres e atuaram no The Roundhouse Theatre. Os resultados da digressão foram gravados pela Granada TV com o título The Doors Are Open, que foi mais tarde lançado em vídeo. Também fizeram espetáculos noutros locais da Europa, incluindo um show em Amesterdão sem Morrison, após este ter perdido os sentidos devido a abuso de drogas. Morrison regressou a Londres a 20 de Setembro e permaneceu lá durante um mês.
O grupo realizou mais nove concertos nos Estados Unidos antes de começarem a trabalhar, em Novembro, no seu quarto LP. O ano de 1969 começou com um espetáculo completamente esgotado no Madison Square Garden em Nova Iorque a 24 de Janeiro e com novo single bem sucedido, "Touch Me", lançado em Dezembro de 1968, que chegou ao terceiro lugar nos EUA.
Em Janeiro de 1969, Morrison participou numa produção de teatro que mudou o curso da banda. No auditório da Universidade do Sul da Califórnia, ele fez uma atuação que apelava à sua busca pela liberdade pessoal. Isto resultou numa "jam" em estúdio a 25 de Fevereiro, que se tornou na lendária sessão "Rock Is Dead", mais tarde lançada no box-set dos Doors de 1997. Serviu também de base para um episódio controverso e muito badalado.
O incidente de Miami ocorreu a 1 de Março de 1969, num concerto no "Dinner Key Auditorium" em Miami, Flórida. Morrison tinha estado a beber desde que tinha falhado o seu voo para o concerto. Os 6 900 lugares do auditório estavam completamente lotados, havendo a estimativa de se encontrarem 13 000 pessoas. Então Morrison vociferou para o microfone: "O que quer que tu queiras, vamos fazê-lo". Dito isto, alegadamente, expôs as suas partes íntimas. Na sua autobiografia, Manzarek afirma que tal nunca aconteceu.
| “ | Essa é a minha opinião. Havia uma hipnotização geral. Ele [Morrison] disse-lhes que o ia mostrar e, meu Deus, eles acreditaram. Ele estava a segurar a sua camisola à sua frente, puxando-a rapidamente para a frente e para trás, para a frente e para trás, como um toureiro, enquanto dizia, "Vocês viram? Vocês viram? Eu mostrei-vos! Ele saiu. Eu não o vou deixar de fora. Agora vejam, vou fazê-lo novamente." E ele voltaria a mexer para a frente e para trás a camisola. Estava calor e havia demasiada gente no local, e as pessoas estavam a ficar loucas, gritando, rodando e puxando este frágil palco temporário. Pensámos que ia desabar — eventualmente parte dele caiu. Foi a insanidade total. | ” |

O incidente indignou as autoridades locais e Morrison foi preso por obscenidade. Concertos por todo o país foram cancelados. "Nós tínhamos a nossa primeira grande digressão a vinte cidades programada, e estávamos todos apreensivos por isso," escreveu Manzarek. "Vinte cidades? Meu Deus, nós vamos fazer uma digressão de um mês? Até então, nós não tínhamos estado na estrada por mais de quatro ou cinco dias. Mas todas as cidades cancelaram, por todo o país."
A banda confrontou nesta altura Morrison por causa do seu alcoolismo. O incidente permanece inconclusivo.
Morrison gravou alguma da sua poesia nesse mês e em abril começou as filmagens para HWY, um filme experimental sobre um viajante à boleia, interpretado por ele próprio. Os Doors transformaram a sessão de poesia em música para o álbum de 1978 An American Prayer.
Embora Morrison recebesse grande parte da atenção, tendo uma maior imagem na capa do álbum de estreia do grupo, ele mantinha-se inflexível de que todos os membros da banda deviam ser igualmente reconhecidos. Antes de um concerto, quando o apresentador introduziu o grupo como "Jim Morrison and The Doors", Morrison recusou-se a entrar em palco enquanto o grupo não fosse anunciado novamente como "The Doors".
Nos últimos dois anos da sua vida, Morrison reduziu o seu consumo de drogas e começou a beber bastante, o que afetou as suas performances em palco e no estúdio. Ganhou peso e deixou crescer barba, levando a Elektra a usar fotos mais antigas para a capa do LP Absolutely Live, lançado em 1970. O álbum inclui atuações gravadas durante a digressão norte-americana dos Doors em 1970 e em 1969, e inclui uma versão completa ao vivo da canção "The Celebration of the Lizard".
A única aparência em público foi numa gravação especial para a PBS feita em finais de Abril e transmitida no mês seguinte. O grupo tocou apenas canções do seu álbum seguinte, Soft Parade.
Os Doors continuaram os espetáculos no auditório de Chicago a 14 de Junho e atuaram a 21 e 22 de Julho no "Aquarius Theatre" em Hollywood, tendo sido mais tarde lançado em CD. Morrison, com barba, vestiu roupas mais largas e dirigiu o grupo, através de canções como "Build Me A Woman", "I Will Never Be Untrue" e "Who Do You Love".

### The Soft Parade(1969)
O seu quarto álbum, The Soft Parade, lançado em julho de 1969, distanciou mais o grupo da sua base de fãs original, contendo arranjos mais pop e seções de trompetes. O primeiro single, "Touch Me", teve colaboração do saxofonista Curtis Amy.
Enquanto a banda tentava manter o seu ímpeto, as tentativas para expandir o seu som deram, ao álbum, um sentido experimental, originando críticas à sua integridade musical. Os problemas de bebida de Morrison tornavam-no imprevisível, e as sessões de gravação estenderam-se por várias semanas. Os custos de gravação dispararam, o que levou quase à desintegração dos Doors.
Durante a gravação do seu álbum seguinte, em Novembro de 1969, Morrison teve problemas com as autoridades após ter agido com agressividade contra o pessoal do avião enquanto se dirigia para Phoenix, no Arizona, para assistir a um concerto dos The Rolling Stones. Foi libertado em Abril de 1970 após um guarda ter erradamente identificado Morrison como seu companheiro de viagem, o ator norte-americano Tom Baker.
O grupo iniciou o ano em Nova Iorque com duas bem recebidas noites no "The Felt Forum".

### Morrison Hotel(1970)
Os Doors regressaram ao sucesso em 1970 com o seu quinto LP, Morrison Hotel. Com um som hard rock consistente, o primeiro single do álbum foi "Roadhouse Blues", tendo este atingido o 4º lugar nos Estados Unidos.
A banda continuou a atuar em arenas durante o verão. Morrison enfrentou um julgamento em Miami em agosto, mas o grupo ainda conseguiu fazer a sua única participação num grande festival, o Festival da Ilha de Wight, a 29 de Agosto. Atuaram juntamente com artistas como Jimi Hendrix, The Who, Joni Mitchell e Miles Davis. Duas canções desse concerto, "The End" e "When the music is over", foram inseridas no documentário de 1995 Message To Love.
A 16 de Setembro, Morrison voltou ao tribunal. O júri considerou-o culpado por falar palavra de baixo calão e por exposição indecente de partes íntimas a 20 de Setembro. Morrison foi condenado a oito meses de prisão mas foi-lhe permitido sair em liberdade, pendente de recurso e após pagar fiança.
A 8 de Dezembro de 1970, no seu 27º aniversário, Morrison gravou outra sessão de poesia.

### L.A. Womane os últimos dias (1971 - 1972)

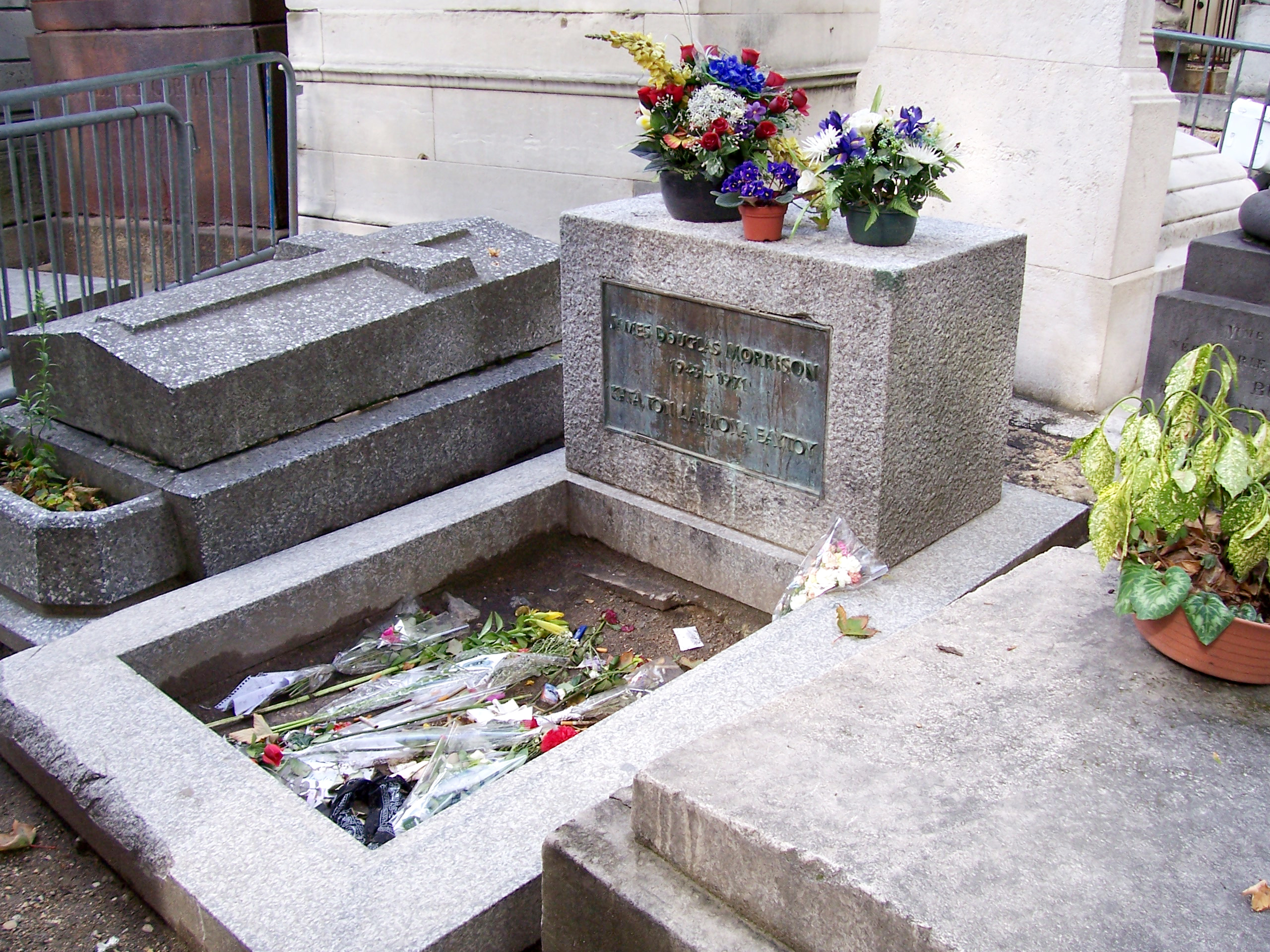
Local onde Jim Morrison foi sepultado, no cemitério de Père Lachaise, em Paris

Durante a última performance pública dos Doors com o alinhamento original, na "Warehouse" em Nova Orleães, na Louisiana, a 12 de Dezembro de 1970, Morrison aparentemente teve um colapso nervoso, tendo deixado cair por várias vezes o microfone ao chão.
De qualquer forma, os Doors recuperaram definitivamente, nesta altura, o estatuto que haviam perdido nos registros anteriores (exceto Morrison Hotel) com L.A. Woman, lançado em Abril de 1971. Apesar da saída de Rothchild da produção, este álbum regressava às origens R&B da banda. Rothchild recusou-se a produzir o novo reportório por o considerar "música cocktail", tendo entregue o trabalho a Botnick. Como resultado desta mudança, os Doors produziram aquele que é considerado um dos seus registros mais históricos. Os singles "Love Her Madly" e "Riders on the Storm" tiveram sucesso nas rádios e nos tops norte-americanos, e ainda hoje em dia passam com regularidade nas programações de rádio.
Em 1971, após a gravação de L.A. Woman, Morrison decidiu parar algum tempo para descansar e partiu para Paris com a namorada, Pamela Courson, a 11 de Março. Ele havia visitado a cidade no Verão anterior e sentia-se confiante em escrever e explorar aquele local.
Em Junho, voltava a ter problemas de álcool. A 16 de Junho, a última gravação conhecida de Morrison foi feita quando ele travou amizade com dois músicos de rua num bar e convidou-os para ir a um estúdio. Os resultados foram lançados em 1994 num "bootleg CD" designado The Lost Paris Tapes.
Morrison morreu em circunstâncias misteriosas a 3 de Julho de 1971. O seu corpo foi encontrado na banheira do seu apartamento. Foi concluído que morreu de ataque cardíaco, embora tenha sido revelado mais tarde que não foi realizada qualquer autópsia antes de o corpo de Morrison ter sido enterrado no Cemitério de Père Lachaise a 7 de Julho.
Ainda existem rumores persistentes de que Morrison simulou a sua morte para escapar à fama ou que morreu num clube noturno e o seu corpo foi então levado secretamente para o seu apartamento. Contudo, no seu livro Wonderland Avenue, Danny Sugerman, antigo manager de Morrison, afirma que, durante o seu último encontro com Courson, que ocorreu pouco tempo antes de ela morrer de overdose de heroína, esta confessou ter feito Morrison entrar na droga e, por causa dele ter medo de agulhas, foi ela que lhe injetou a dose que o matou.

### Pós-Morrison (1972 - 2000)
Os restantes membros dos Doors continuaram durante mais algum tempo a actuar, considerando inicialmente em substituir Morrison com novo vocalista. Chegou-se a afirmar que Iggy Pop era um dos cantores considerados para a possível entrada. No entanto, Krieger e Manzarek ficaram com os vocais, lançando mais dois álbuns, Other Voices e Full Circle, e partiram em mais uma digressão. Ambos os álbuns venderam menos que os registros da era Morrison, e por isso os Doors pararam as atuações e as gravações no final de 1972. O último álbum entrou no território do jazz. Os álbuns só foram relançados em CD na Alemanha e Rússia, num pacote 2 em 1.
O terceiro álbum lançado após a morte de Morrison, An American Prayer, surgiu em 1978. Este consistiu na adição de música às recentemente descobertas gravações de recitação de poesia por parte de Morrison, constituindo assim os primeiros registros a serem lançados postumamente. O álbum foi um sucesso comercial e foi sucedido pelo lançamento de um mini-álbum com material ao vivo inédito.
Em 1979, Francis Ford Coppola, que estudou com Morrison na UCLA, lançou o filme Apocalypse Now, com "The End" a ter destaque na banda sonora. Quatro anos depois, foi lançada uma apresentação ao vivo sob o título de Alive, She Cried.
Em 1991, o realizador Oliver Stone lançou o filme The Doors, com Val Kilmer no papel de Morrison e presenças especiais de Krieger e Densmore. A interpretação de Kilmer e o próprio filme foram bem acolhidos pela crítica, apesar das suas imprecisões. Os membros do grupo, no entanto, criticaram o retrato feito por Stone sobre Morrison, que fazia-o passar por um sociopata descontrolado. O cantor Billy Idol fez uma aparição no filme e gravou uma cover de "L.A. Woman". Em Janeiro de 1993, o grupo foi introduzido no Rock and Roll Hall of Fame. Durante a apresentação, contaram com a presença de Eddie Vedder, vocalista do Pearl Jam, para cantar "Light My Fire" e "Break on Through".

### Reunião (2001 - presente)

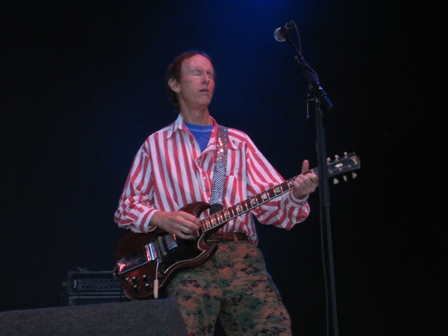
Robby Krieger, guitarrista do The Doors, em um dos recentes reencontros da banda

Em 2001, Ray Manzarek, John Densmore e Robby Krieger reuniram-se pela primeira vez em mais de vinte e cinco anos para tocar canções dos The Doors como parte da série VH1 Storytellers. A cantar com a banda estiveram vários vocalistas convidados, incluindo Ian Astbury do The Cult, Scott Stapp do Creed, Scott Weiland do Stone Temple Pilots, Perry Farrell do Jane's Addiction e Travis Meeks do Days of the New. O espetáculo foi mais tarde lançado no DVD VH1 Storytellers - The Doors (A Celebration).
Em 2002, Manzarek e Krieger voltaram a juntar-se e criaram uma nova versão dos Doors, designada "The Doors of the 21st Century." O alinhamento era liderado por Astbury, com Angelo Barbera da Krieger's Band no baixo. No seu primeiro concerto, o grupo anunciou que o baterista John Densmore não participaria, e mais tarde foi reportado que não podia tocar devido a um problema de tinnitus. Densmore foi inicialmente substituído por Stewart Copeland do The Police, mas após Copeland partir o braço numa queda de bicicleta, a parceria acabou por mútuo acordo, e entrou Ty Dennis, da Krieger's Band.
Densmore afirmou mais tarde que não tinha sido afinal convidado para fazer parte da reunião. Em Fevereiro de 2003, ele procede a uma ação judicial contra os seus antigos companheiros de banda, para evitar que estes usassem o nome "The Doors of the 21st Century." A sua moção foi recusada em tribunal em maio. Manzarek afirmou publicamente que o convite para Densmore regressar ao grupo mantinha-se firme. Nesta altura, a família de Morrison juntou-se a Densmore na tentativa de evitar que Manzarek e Krieger usassem o nome "The Doors". Em julho de 2005, Densmore e os representantes de Morrison ganharam uma ação judicial permanente, obrigando a nova banda a mudar o nome para "D21C." Atualmente tocam sob a designação Riders on the Storm, em referência à canção da banda com o mesmo nome. Também foram autorizados a atuarem como "antigos membros do Doors" ou até "membros do The Doors."
Ray Manzarek afirmou uma vez: "Estamos todos a ficar velhos. Nós devíamos, os três, tocar essas canções porque o fim está sempre próximo. Morrison era um poeta e, acima de tudo, um poeta quer que as suas palavras sejam ouvidas". No entanto, em 2007, Densmore afirmou que só entraria no grupo caso o vocalista escolhido fosse "desse nível" de Jim Morrison, como Eddie Vedder do Pearl Jam.
Quando Jim Morrison foi questionado pelo que é que ele gostava que fosse mais lembrado, respondeu: "As minhas palavras, meu, as minhas palavras." Morrison disse, ainda: "Eu gosto de qualquer reação que se possa ter com a minha música. Qualquer coisa que ponha as pessoas a pensar. Eu quero dizer que, se conseguires pôr uma sala cheia de gente pedrada e bêbada a refletir e a pensar, então estás a fazer algo."
Em 2004, a Rolling Stone colocou o Doors no 41º posto na sua lista dos 100 Maiores Artistas de Todos os Tempos. No ano anterior, já havia considerado os álbuns The Doors, L.A. Woman e Strange Days os 42º, 362º e 407º melhores álbuns de sempre, respectivamente. Já as canções "Light My Fire" e "The End", ambas do primeiro álbum do grupo, foram consideradas, respectivamente, as 35ª e 328ª melhores canções de sempre.
Bastante atividade foi anunciada em 2006 por ocasião do 40º aniversário do álbum homónimo de estreia da banda. Para comemorar a efeméride, saiu mais um box-set com os seis primeiros álbuns de estúdio, o livro "The Doors by The Doors" e foi anunciado o início da produção de um documentário oficial sobre o grupo.
Em 2007, o The Doors foram galardoados, juntamente com o Grateful Dead e Joan Baez, com o Grammy Lifetime Achievement Award nos Grammy Awards de 2007 e, a 28 de Fevereiro, receberam uma estrela no Passeio da Fama de Hollywood. Pelo meio, a 16 de Fevereiro, Ian Astbury abandona o Riders on the Storm para relançar a sua antiga banda The Cult, sendo substituído por Brett Scallions, antigo vocalista do Fuel. A 24 de Julho, é lançado um álbum triplo com registros ao vivo de uma atuação dos Doors na Boston Arena a 10 de Abril de 1970.
A popularidade dos Doors hoje em dia é demonstrada pela quantidade de cópias que os seus álbuns continuam a vender.
Em abril de 2010, foi lançado o documentário When You're Strange, de Tom DiCillo, que conta a história da banda narrada pelo ator Johnny Depp.
Em 20 de maio de 2013, morre Manzarek.

## Integrantes
| Integrante    | Instrumento       | Período                         | Álbuns gravados |
| ------------- | ----------------- | ------------------------------- | --- |
| Jim Morrison  | Vocal             | - 1965 - 1971                   | - The Doors - Strange Days - Waiting for the Sun - The Soft Parade - Morrison Hotel - L.A. Woman - An American Prayer |
| Robby Krieger | Guitarra Vocal    | - 1965 - 1972 - 2002 - Presente | - Todos |
| Ray Manzarek  | Órgão Piano Vocal | - 1965 - 1972 - 2002 - 2013     | - Todos |
| John Densmore | Bateria           | - 1965 - 1972                   | - Todos |

## Discografia
- 1967 – The Doors
- 1967 – Strange Days
- 1968 – Waiting for the Sun
- 1969 – The Soft Parade
- 1970 – Morrison Hotel
- 1971 – L.A. Woman
- 1971 – Other Voices
- 1972 – Full Circle
- 1978 – An American Prayer

The Doors lançou nove álbuns de estúdio, sendo três destes após a morte de Jim Morrison. Além destes, a banda possui inúmeros singles, compilações e apresentações ao vivo.
Canções da banda foram usadas em filmes como "The End" em Apocalypse Now e Knoflíkári, "Soul Kitchen" e "Love Her Madly" em Forrest Gump, assim como "Break On Through (To The Other Side)", que aparece também em Soldado Anônimo, Gardens of Stone e Os Que Me Amam Tomarão O Trem, "People Are Strange", que também aparece em Os Garotos Perdidos e American Pop, e "Hello, I Love You", que consta na trilha sonora de Neighbors; "Touch Me" em Escola de Rock, "The Changeling" em Sans toit ni loi, "Riders on the Storm" em Rail Kings e Diário de um Adolescente, "Peace Frog" em The Waterboy, "Moonlight Drive" em Abaixo de Zero e Two-Lane Blacktop, "Strange Days" em Strange Days, "Light My Fire" em More American Graffiti e Altered States, "The Spy" e "Maggie M'Gill" em Os Sonhadores, "Roadhouse Blues" em Garota, Interrompida e O Sonho Já Era?, "Over The River and Through The Woods" em I'll Be Home for Christmas, e "The Crystal Ship" em The X-Files, Doidas Demais e True Believer. No entanto, grande parte da sua contribuição em bandas sonoras foi no filme sobre o grupo, The Doors, onde grande parte das canções são da sua autoria.
Também já protagonizou uma única vez, um comercial, da Pirelli na Inglaterra, já que é política da banda, particularmente de Densmore, não ceder as canções da banda para campanhas publicitárias, tendo já inclusive recusado ofertas milionárias da Apple Inc. e Cadillac com a justificativa de ser antiético para o legado do grupo e para a memória de Jim Morrison.
| “ | As pessoas perderam a sua virgindade com esta música, ficaram chapadas pela primeira vez com esta música. Já ouvi pessoas dizerem que morreram miúdos no Vietname a ouvirem esta música, outras a afirmarem que conhecem alguém que não cometeu suicídio por causa desta música…. Em palco, quando tocávamos aquelas canções, elas pareciam misteriosas e mágicas. Isso não está à venda. | ” |

Várias séries consagradas já usaram canções dos The Doors, entre as quais se destaca Os Sopranos, Alias, Cold Case, Charmed, Os Simpsons e My Name is Earl.
Além disso, um trecho de "Soul Kitchen" foi adaptado em uma canção de Imani Coppola intitulada "I'm a Tree", presente na trilha sonora de Alguém Como Você e Virtual Sexuality.

## Estilo e influências

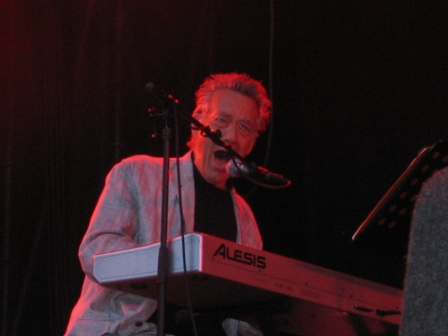
Ray Manzarek durante um concerto em 2006

O estilo musical dos The Doors baseia-se essencialmente numa mistura entre rockabilly e o rock psicodélico. Ray Manzarek fornece elementos de música clássica e country, Robby Krieger insere ritmos de flamenco, enquanto que Densmore usa os seus conhecimentos de Western na bateria.
As letras negras do grupo, compostas na sua maioria por Jim Morrison, afastam-se em boa medida das convencionadas pela pop da época. Nos primeiros discos (The Doors e Strange Days), os elementos visionários próprios da música psicodélica surgem expressos em imagens inspiradas na tradição romântica e simbolista, actualizando-a com referências ao existencialismo e à psicanálise. De destacar também a influência dos simbolistas franceses, como Arthur Rimbaud ou Charles Baudelaire, na poesia de Morrison. Nos últimos discos, em especial L.A. Woman, as letras de Morrison tornaram-se mais simples e imediatas, evoluindo assim com o som da banda em direcção ao country.
Em 2007, Manzarek descreveu o som da banda como:
| “ | Música Bauhaus. É limpa, é pura. De um lado há o piano, do outro uma guitarra, a bateria no meio, um tom de baixo no fundo e o vocalista à frente e tu consegues ouvir as letras. Essa é uma das razões porque o som dos The Doors continua a ser importante hoje em dia. É claramente moderno. E era isso o que pretendíamos. | ” |

## Legado
O trabalho dos The Doors serviu de inspiração para muitos artistas, entre eles Iggy Pop, Trent Reznor,Julian Casablancas, Eddie Vedder, Bruce Springsteen, Ian Curtis, Scott Weiland, Patti Smith, Glenn Danzig e Billy Idol..
Jim Morrison, com a sua atitude e presença em palco, influenciou vocalistas de vários estilos que surgiram depois de si, permanecendo um dos mais populares e influentes vocalistas e compositores da história do rock, enquanto que o catálogo dos Doors tornou-se presença habitual nos programas de rock clássico das rádios.
Hoje em dia, Morrison é apresentado como o protótipo da estrela rock: arrogante, sexy, escandaloso e misterioso. As calças de ganga que usava quer em palco quer fora dele tornaram-se estereotipadas como parte do perfil de um roqueiro. Serviu de inspiração para outros vocalistas de rock da época, como Roger Daltrey (The Who) e Robert Plant (Led Zeppelin).
Instigado pelo jogador Robin Ventura, a equipa estado-unidense de basebol New York Mets adoptou a canção "L.A. Woman" como tema tocado nos altofalantes durante os jogos, com o público a cantar a letra "Mr. Mojo Risin'" (anagrama de "Jim Morrison"). Em 2007, foi anunciado que uma campanha de caridade, a Global Cool, com vista a combater o aquecimento global, tinha encomendado uma canção a ser feita com um poema escrito por Morrison, "Woman in the Window", que será lançada no álbum de estreia dos Satellite Party, Ultra Payloaded. Morrison inclusive já foi citado num trabalho preliminar para a Comissão Europeia, sobre telecomunicações.

## Prêmios

### Certificados da RIAA
Estas estatísticas foram compiladas do banco de dados online da RIAA.
- The Doors - Disco de Platina Quádruplo (29 de janeiro de 2007)
- Strange Days - Disco de Platina (15 de novembro de 2001)
- Waiting for the Sun - Disco de Platina (10 de junho de 1987)
- The Soft Parade - Disco de Platina (10 de junho de 1987)
- Morrison Hotel - Disco de Platina (15 de novembro de 2001)
- L.A. Woman - Disco de Platina Duplo (10 de junho de 1987)
- An American Prayer - Disco de Platina (15 de novembro de 2001)
- The Best of The Doors - Disco de Diamante (15 de fevereiro de 2007)
- "Light My Fire" - Disco de Ouro (11 de setembro de 1967)
- "Hello, I Love You" - Disco de Ouro (28 de agosto de 1968)
- "Touch Me" - Disco de Ouro (13 de fevereiro de 1969)

### Award Shows
Estas estatísticas foram compiladas através do banco de dados do site The Envelope, do Los Angeles Times.
- The Doors - Performer Inductees, Rock and Roll Hall of Fame (1993) (vencedor)
- The Doors - Hall of Fame, Grammy Awards (2001) (vencedor)
- The Doors - Lifetime Achievement Award, Grammy Awards (2007) (vencedor)[71]